# John Adolf Leyonmarck

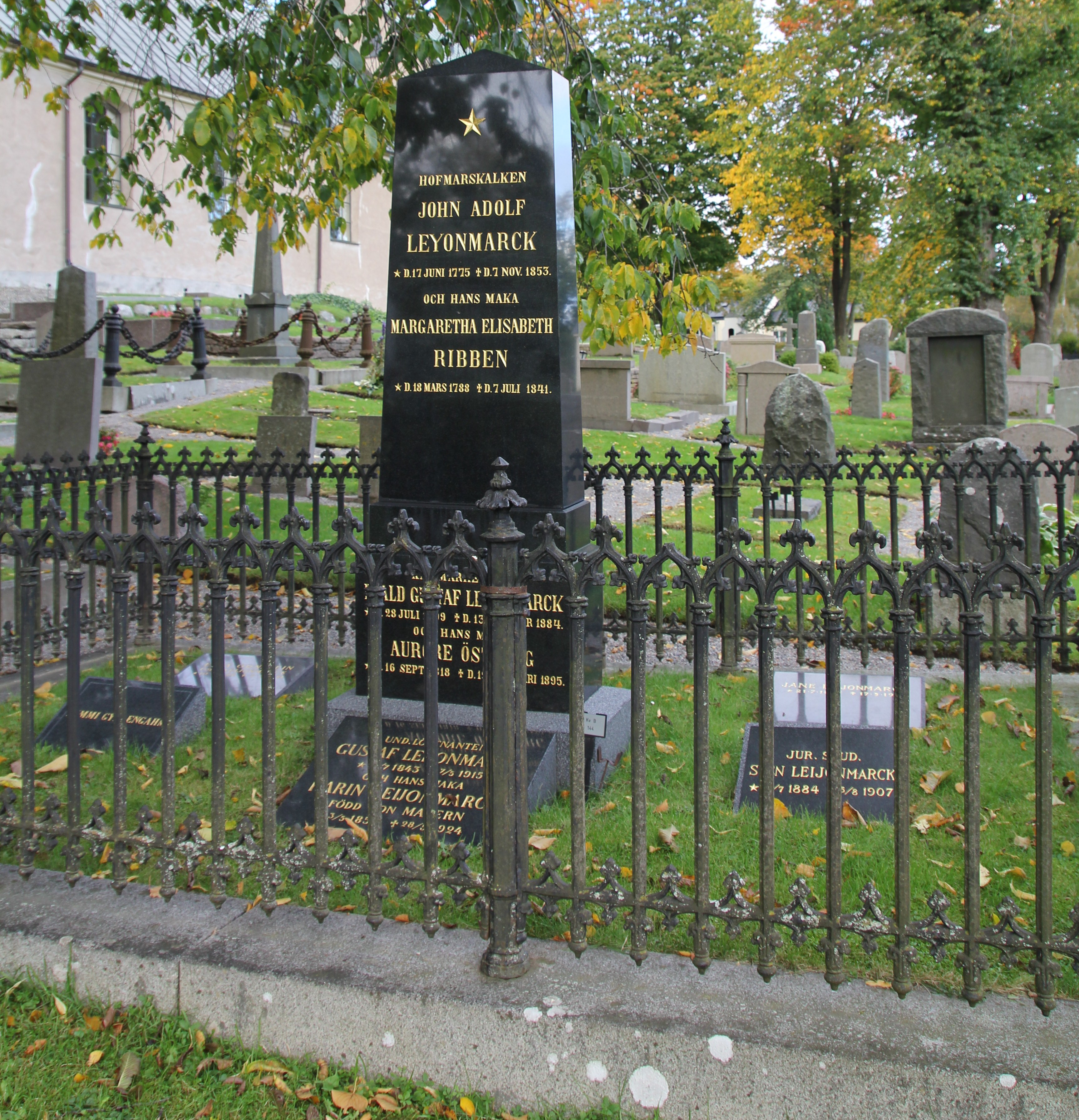
Leyonmarcks gravsten på Brännkyrka kyrkogård.

John Adolf Leyonmarck (ätten Leijonmarck), född 19 juni 1775, död 7 november 1853 i Stockholm (drunkning), var en svensk ämbetsman och statistiker. Han var son till Gustaf Adolph Leyonmarck.
Leyonmarck blev 1790 extra ordinarie kammarskrivare i Statskontoret, där han 1805 blev kamrerare. År 1816 blev han kommerseråd och tog avsked 1843. Åren 1803–1823 var han ordinarie ledamot av Nedre borgrätten. Vid sidan av dessa befattningar var han sedan 1805 till sin död kamrerare vid Vetenskapsakademien, av vilken han 1829 blev ledamot, och sedan 1815 sekreterare vid Tabellkommissionen.
Leyonmarck redigerade 1813–1848 den av Vetenskapsakademien utgivna statskalendern samt inlade stor förtjänst vid uppsättande av Tabellkommissionens berättelser (1810–1850) samt om tabellverket över huvud, för vilket han 1841 belönades av Rikets ständer. Han var även hovman och steg från hovjunkare (1800) till hovmarskalk (1823).
Den 7 november 1853 försvann Leyonmarck från sitt hem, då han som vanligt gått ut för att motionera och återfanns först den 1 mars följande år i strömmen vid Skeppsholmen i Stockholm samt blev begraven i familjegraven i Brännkyrka.